# 達特福德 (英國國會選區)

選區在肯特郡的位置

達特福德（英語：Dartford），英國國會一郡選區，位於肯特郡西北部，包括達特福德區和塞文歐克斯區東北部一個地方選區。設於1885年。
本區自1923年起為保守黨和工黨競爭的選區，自1964年以來也是英國少數有領頭羊指標作用的選區。2010年大選中自1997年起任議員的霍華德·斯通特宣佈放棄連任，保守黨的格瑞斯·約翰遜以48.8%選票奪取本區。